# Batalla de Bailèn
La Batalla de Bailèn és una batalla que es va produir en el si de la Guerra del Francès, durant les Guerres Napoleòniques que va suposar la primera derrota del potent exèrcit napoleònic conegut com la Grande Armée. Va tenir lloc el dia 19 de juliol de 1808 al costat de la ciutat de Bailèn, a l'actual província de Jaén. Va enfrontar l'exèrcit francès que tenia 21.000 soldats comandats per Antoine Dupont de l'Etang, el general Dupont, amb un exèrcit espanyol una mica més nombrós (uns 24.000 homes, entre regulars i milícia) comandats pel general Francisco Javier Castaños. L'exèrcit francès va ser derrotat i fet presoner, en la que fou la primera derrota militar de Napoleó. En aquesta batalla es va distingir un oficial amb una dilatada carrera i que temps a venir seria l'alliberador de l'Argentina, Xile i el Perú: el general José de San Martín.

## Antecedents
Amb gran part d'Espanya en rebel·lió oberta, Napoleó Bonaparte va establir el comandament a Baiona per reorganitzar les seves forces i corregir la situació, creient que un desplegament ràpid de les forces acovardiria els insurgents i consolidaria ràpidament el seu control d'Espanya, i va enviar una sèrie de columnes que volien escanyar a la rebel·lió prenent i pacificant les principals ciutats d'Espanya: Des de Madrid Jean Baptiste Bessières va dirigir-se a Castella la Vella amb 25.000 homes i va enviar un destacament a Aragó, amb l'objectiu de capturar Santander i Saragossa; Jeannot de Moncey va marxar cap a València amb 9.000 homes i Guillaume Philibert Duhesme amb 12.710 tropes cap a Catalunya, posant setge a Girona. Finalment, Pierre-Antoine Dupont conduiria 13.000 homes al sud cap a Sevilla i el port de Cadis, que resguardava la flota de François Rosilly de la Royal Navy. Joseph Chabran del Cos d'Observació dels Pirineus Orientals del general Duhesme amb 800 genets i quinze peces d'artilleria passant per Tarragona i s'havia d'establir a Tortosa, a la mateixa distància de València i Saragossa. Després del fracàs de l'assalt, Moncey va decidir abandonar l'expedició a València, i tornar cap a Madrid pel camí d'Almansa, però Bessières va derrotar dos exèrcits espanyols a Cabezón i Medina de Rioseco.
El general Dupont, després de la batalla del Pont d'Alcolea que va suposar la caiguda i el saqueig de Còrdova, es va preocupar quan va saber que el general Castaños estava organitzant un exèrcit que podia tallar-li la comunicació amb Madrid i deixar-lo sense bases apropiades per mantenir el seu avenç entre les poblacions hostils, per la qual cosa va abandonar Còrdova i es va recollir a Andújar, on va establir el seu quarter general.
Al seu torn, el general Castaños va posar a punt el seu exèrcit a partir d'antics cossos militars regulars, al qual s'hi van afegir reclutes de les Juntes Provincials de Defensa d'Andalusia. Des del quarter general d'Utrera es va dirigir a Sierra Morena per tallar les comunicacions entre el centre de la península i les tropes franceses desplegades a Andalusia.

## Batalla
El general Francisco Javier Castaños, amb una sèrie de maniobres una mica temeràries, va moure el seu exèrcit de dia i de nit, canviant constantment de direcció, de manera que les tropes franceses no podien estar segures de les seves intencions. Per la seva part, Castaños es mantenia perfectament informat dels moviments francesos gràcies a la gent del país. Davant d'això, Antoine Dupont de l'Etang va enviar una part important dels seus homes a La Carolina, amb la intenció de protegir el pas cap a Madrid d'un possible atac, que hauria tallat les comunicacions. D'aquesta manera s'havia aconseguit dividir les tropes franceses, una de les condicions bàsiques que volia Castaños per entaular batalla amb un mínim de garanties.
El general Dupont, des d'Andújar no es va atrevir a entaular batalla i va anar retrocedint per enllaçar amb les tropes franceses comandades pels generals Dominique Honoré Antoine Vedel i Dufour, que venien com a suport i que estaven gairebé al límit d'Andalusia. D'aquesta manera es va desplaçar a Bailèn el 18 de juliol on es van trobar amb l'exèrcit espanyol que sortia de la ciutat i allà mateix es va dur a terme la batalla.
El fet que l'enfrontament va tenir lloc al davant mateix de Bailèn va poder ser decisiu per la victòria espanyola: la població local va donar suport en tot el que va poder als seus soldats. L'ajuda més important fou l'abastament d'aigua per als combatents, ja que era un dia d'estiu i, els cronistes assenyalen que fou un dia calorós en una regió de per si ja molt calorosa. L'aigua també va servir per refredar els canons i d'aquesta manera l'artilleria espanyola fou més efectiva que la francesa, tot i que l'escalfament de les peces era molt present en els dos bàndols.
Després de diversos episodis de violenta lluita amb una calor asfixiant, el general Dupont va ser derrotat i no va poder rebre ajuda dels homes que havia deixat a La Carolina ni tampoc els reforços del general Vedel. Uns 17.600 soldats francesos es van rendir.

## Conseqüències

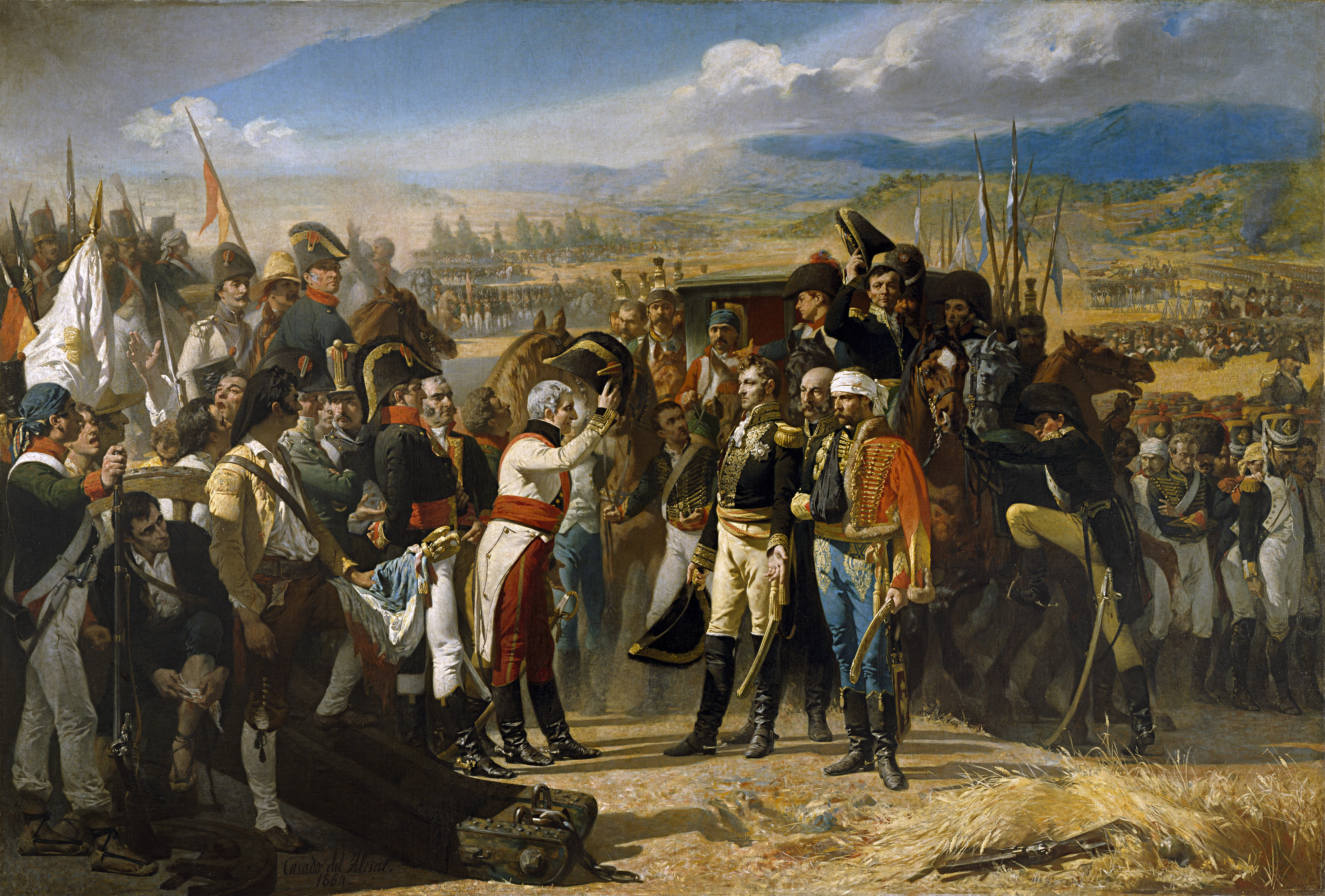
Rendició del general Dupont a la Batalla de Bailèn. Museu del Prado.

Les condicions de rendició van ser suaus i incloïen que les tropes franceses fossin repatriades a França. De tota manera aquestes condicions no van ser dutes a terme: el general Dupont i els seus oficials van ser alliberats i traslladats a França, els seus homes van ser deportats a la desolada illa de Cabrera. Quan es va acabar la guerra només seguien vius la meitat dels presoners.
Aquesta derrota de les tropes napoleòniques va tenir greus conseqüències per a l'esforç bèl·lic francès. La notícia es va estendre per tota la península, i l'arribada dels anglesos i la reorganització dels exèrcits espanyols que planejaven l'atac de Madrid va forçar el rei Josep I Bonaparte a abandonar Madrid i retirar tot l'exèrcit més enllà de l'Ebre, a més de posar en dubte que els exèrcits francesos eren invencibles. Napoleó va haver de venir a Espanya de nou amb un nombrós exèrcit per consolidar el seu domini. i els espanyols van ser incapaços d'expulsar els francesos per la seva derrota a la batalla de Tudela el 23 de novembre, que avançaren de nou sobre Madrid i derrotaren pocs dies després els espanyols a la batalla de Somosierra, i entraren a la capital el 4 de desembre, mentre Saragossa era assetjada.
A l'escut de la ciutat de Bailèn figura en un lloc destacat un càntir que es diu que representa a Maria Bellido; segons la tradició aquesta dona hauria utilitzat el càntir per donar aigua als soldats espanyols. Amb tot, sembla més una personificació simbòlica, ja que fou tota la ciutat en conjunt qui hauria donat aigua als soldats i aquest personatge s'hauria creat per personalitzar el gest.